# 大邑县悬挂式单轨
大邑县悬挂式单轨，为中华人民共和国成都市大邑县修建的一条悬挂式单轨项目，于2019年开工，后因资金问题停工。

## 线路概况
大邑县晋原至安仁旅游基础设施——空铁试验线项目全长约11.316km，主要沿斜江河走行。设4座车站其中1座换乘站（大邑站，与成蒲铁路及规划地铁12号线换乘），均采用高架敷设。平均站间距为3.72km，最大站间距4.222km（苏家镇站－安仁站），最小站间距3.135km（大邑站－光华大道站）。设置1座车辆基地，1座控制中心（位于车辆基地内）。项目总投资21.78亿元，总工期17个月。

## 建设历史
- 2019年11月，中国五冶成都大邑空铁试验线项目钢结构工程首吊成功。[3]

- 2020年春节前，大邑县空铁进行了土建招标。[4]

- 2020年春节后，大邑县空铁试验线项目继续有序推进，同年3月，该项目施工图审查中标候选人公告发布，大邑县县委副书记、县长连华主持召开空铁试验线项目推进工作现场会。4月，大邑县空铁试验线架起首梁，[5]同月，中国五冶集团党委书记、董事长程并强一行来到成都大邑空铁试验线项目调研指导。[6]截至11月9日20时，项目全线桥梁土建施工已经完成85%，车站及车辆基地的施工正在加快推进中。[7]11月10日上午，四川省机电冶煤工会主席唐东平一行来到中国五冶集团有限公司大邑县晋原至安仁旅游基础设施~空铁试验线项目进行调研。[8]2020年12月，大邑空轨跨成温邛快速路轨道梁吊装施工圆满完成。[9]

## 车站
| 大邑县悬挂式单轨车站列表 |          |          |                 |                 |          |          |          |               |
| 车站名称                 | 英文名称 | 开通日期 | 站间距离 （km） | 累计距离 （km） | 车站类型 | 车站类型 | 换乘线路 | 所在地        |
| 车站名称                 | 英文名称 | 开通日期 | 站间距离 （km） | 累计距离 （km） | 位置     | 站台     | 换乘线路 | 所在地        |
| 大邑                     |          | 未定     | -               | 0               | 高架     |          | 成蒲铁路 | 成都市 大邑县 |
| 光华大道                 |          | 未定     |                 |                 | 高架     |          |          | 成都市 大邑县 |
| 苏家镇                   |          | 未定     |                 |                 | 高架     |          |          | 成都市 大邑县 |
| 安仁                     |          | 未定     |                 |                 | 高架     |          |          | 成都市 大邑县 |